# Královské jablko

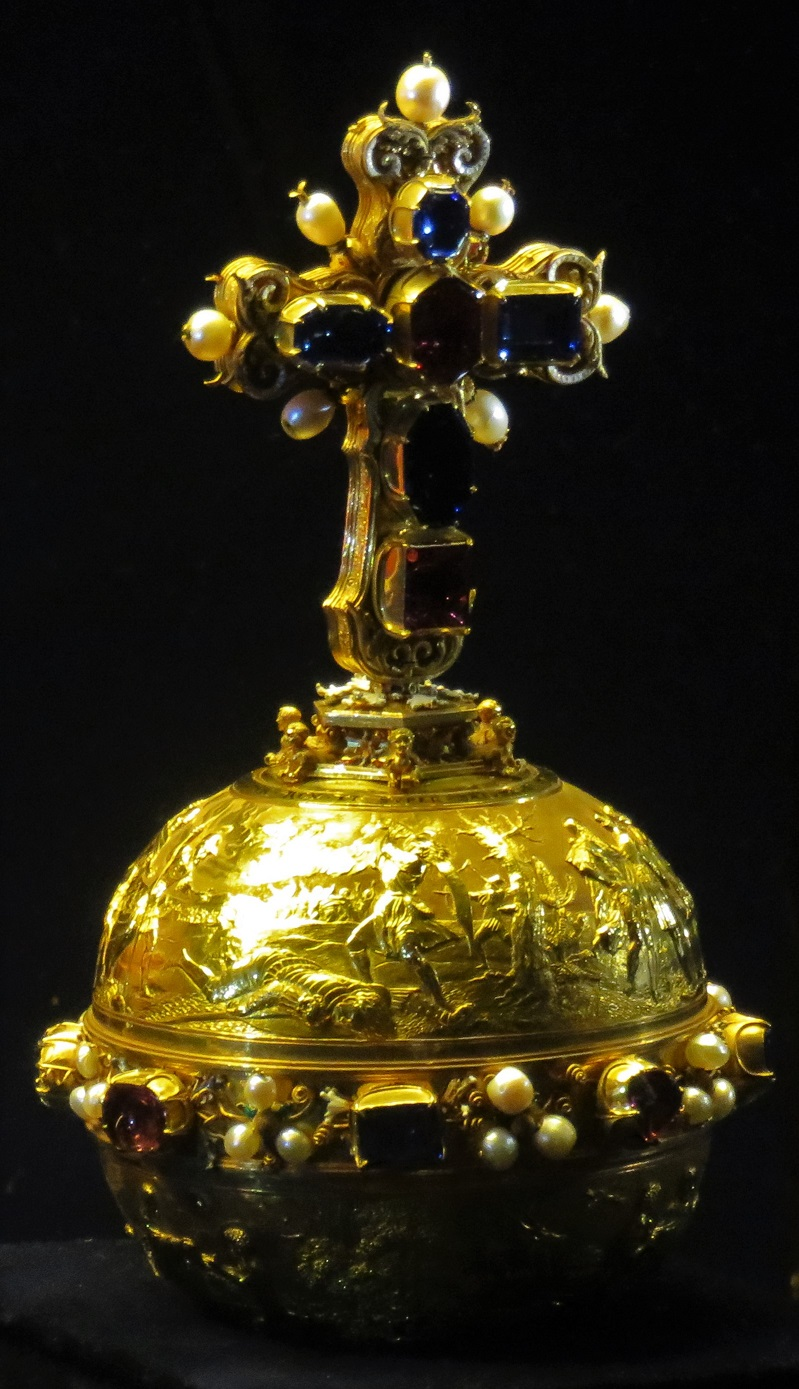
České královské jablko

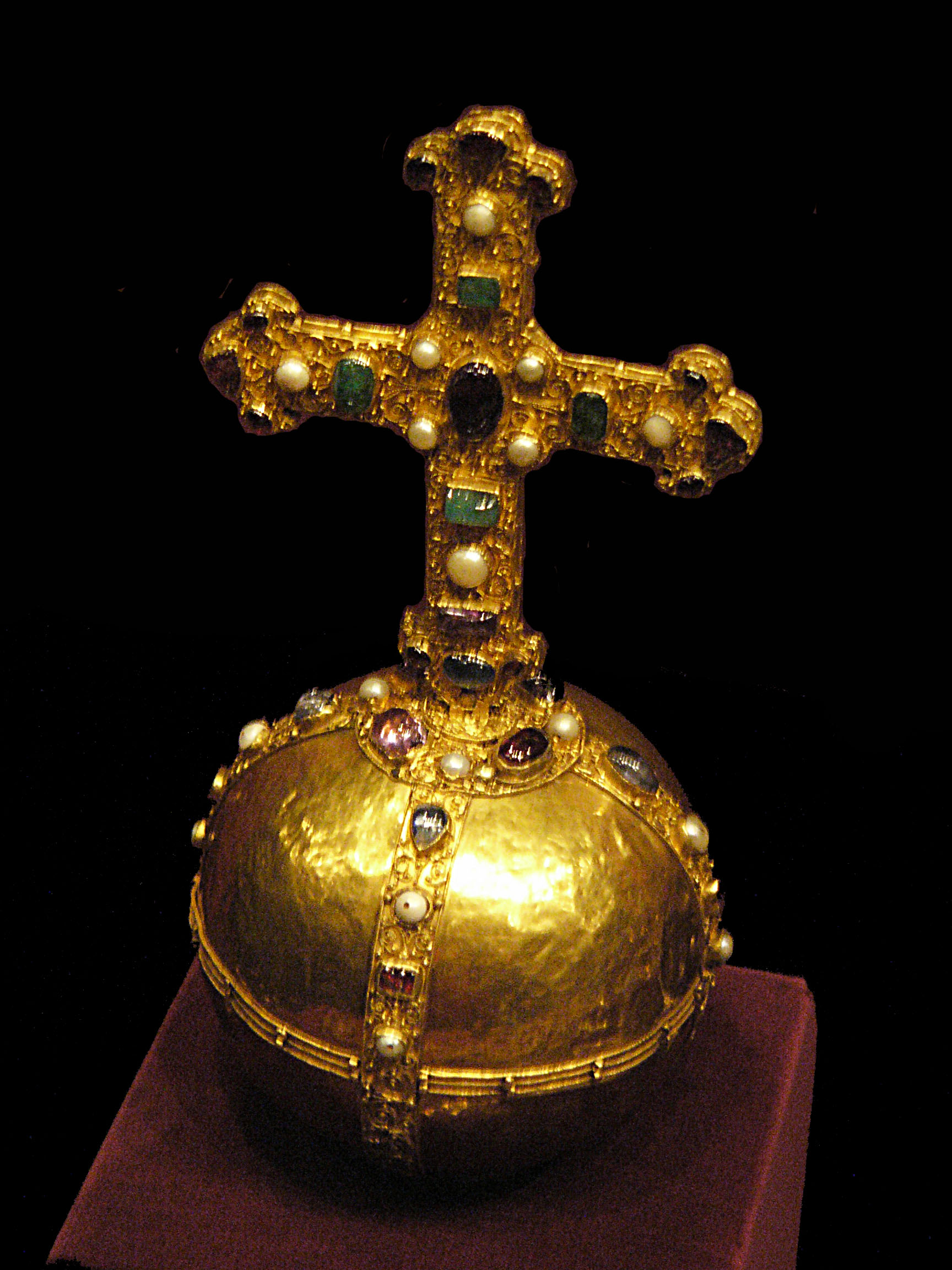
Císařské jablko Svaté říše římské

Královské jablko nebo také globus cruciger či říšské jablko (lat. sféra nesoucí kříž) je jedním z korunovačních klenotů ve tvaru koule s nasazeným křížem na horní straně. 
Symbolizuje svět, který je zobrazený glóbem, nad nímž vládne Kristus, symbolizovaný křížem (vyznání křesťanské víry). První královské jablko vzniklo ke korunovaci císaře Jindřicha II. roku 1014. Spolu s korunou a žezlem se stalo základním odznakem vlády krále.
Svůj původ má královské jablko v antice, kde jablko či koule symbolizovaly kosmos.

## Královská jablka některých monarchií
České království

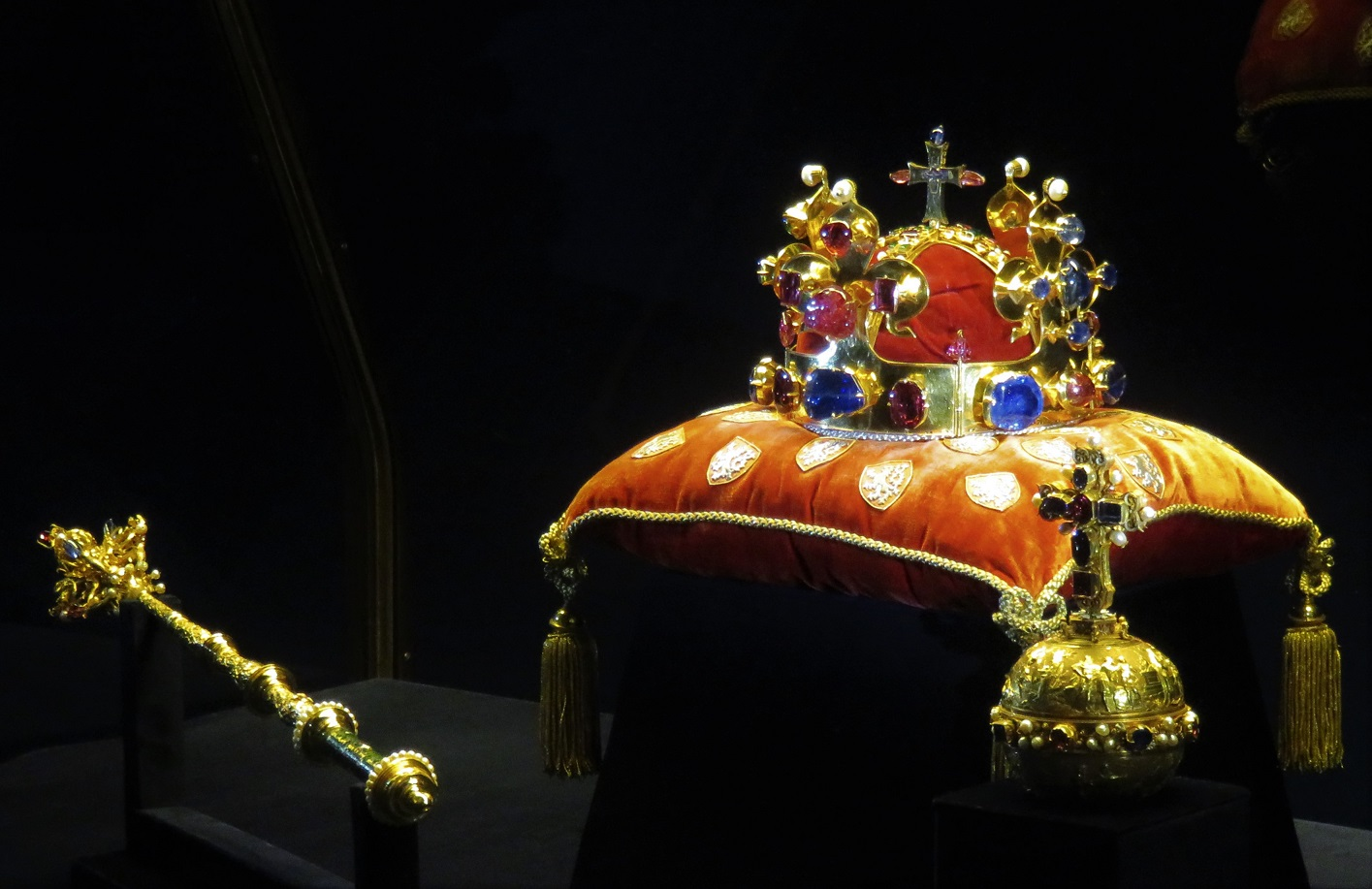
České korunovační klenoty, jablko v popředí na pravé straně

Pro královské jablko Českého království viz české korunovační klenoty.
 Rakouské císařství
Pro královské jablko rakouského císařství viz rakouské korunovační klenoty.
 Spojené království
Pro královské jablko Velké Británie viz britské korunovační klenoty.
 Pruské království
Pruské královské jablko ve tvaru modře smaltované koule zlatým prstencem a zlatým křížem je zdobená 50 broušenými kameny a 36 rubíny a byla vytvořena v roce 1700 jako korunovační klenot pro korunovaci krále Bedřicha I. Pruského roku 1701.
 Norsko
Královské jablko z norských klenotů bylo zhotoveno v roce 1818 ve Stockholmu a je z pozlaceného stříbra. Glóbus je rozdělen na dvě poloviny proužkem zlatě zdobeného rozetami. Podobný proužek dělí horní polokouli na dvě části. Na něm je posazeno další jablko v malém měřítku s vytepaným latinským křížem.
 Dánsko
Královské klenoty dánských králů jsou uloženy ve sklepení zámku Rosenborg.
 Ruské impérium
Korunovační klenoty ruských panovníků jsou uloženy v ruském Diamantovém fondu  a Kremelské zbrojnici.

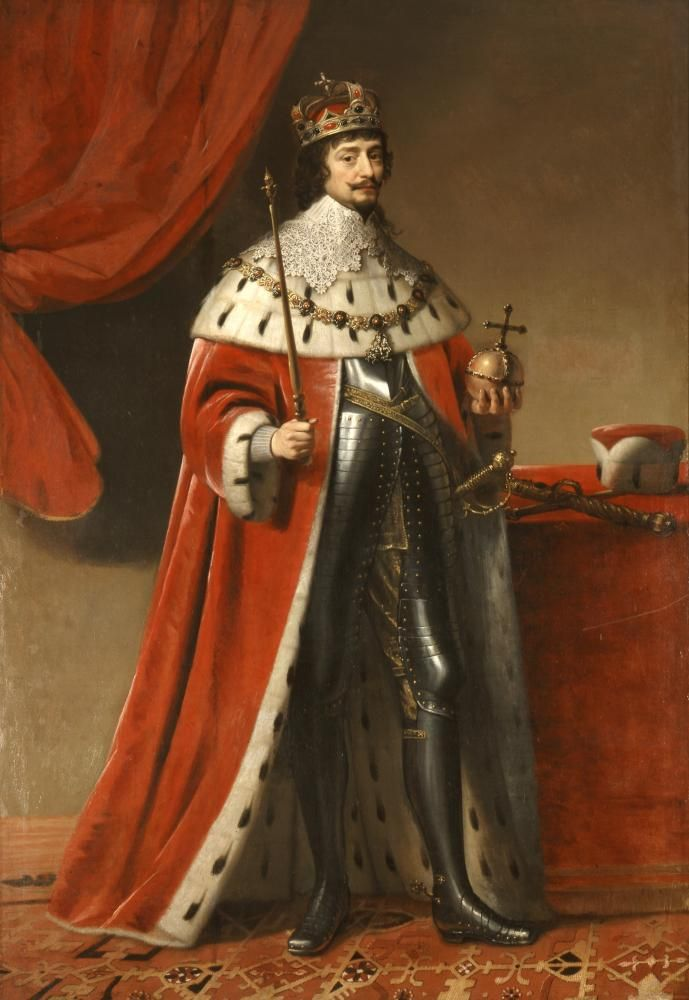
Fridrich Falcký zobrazený jako český král
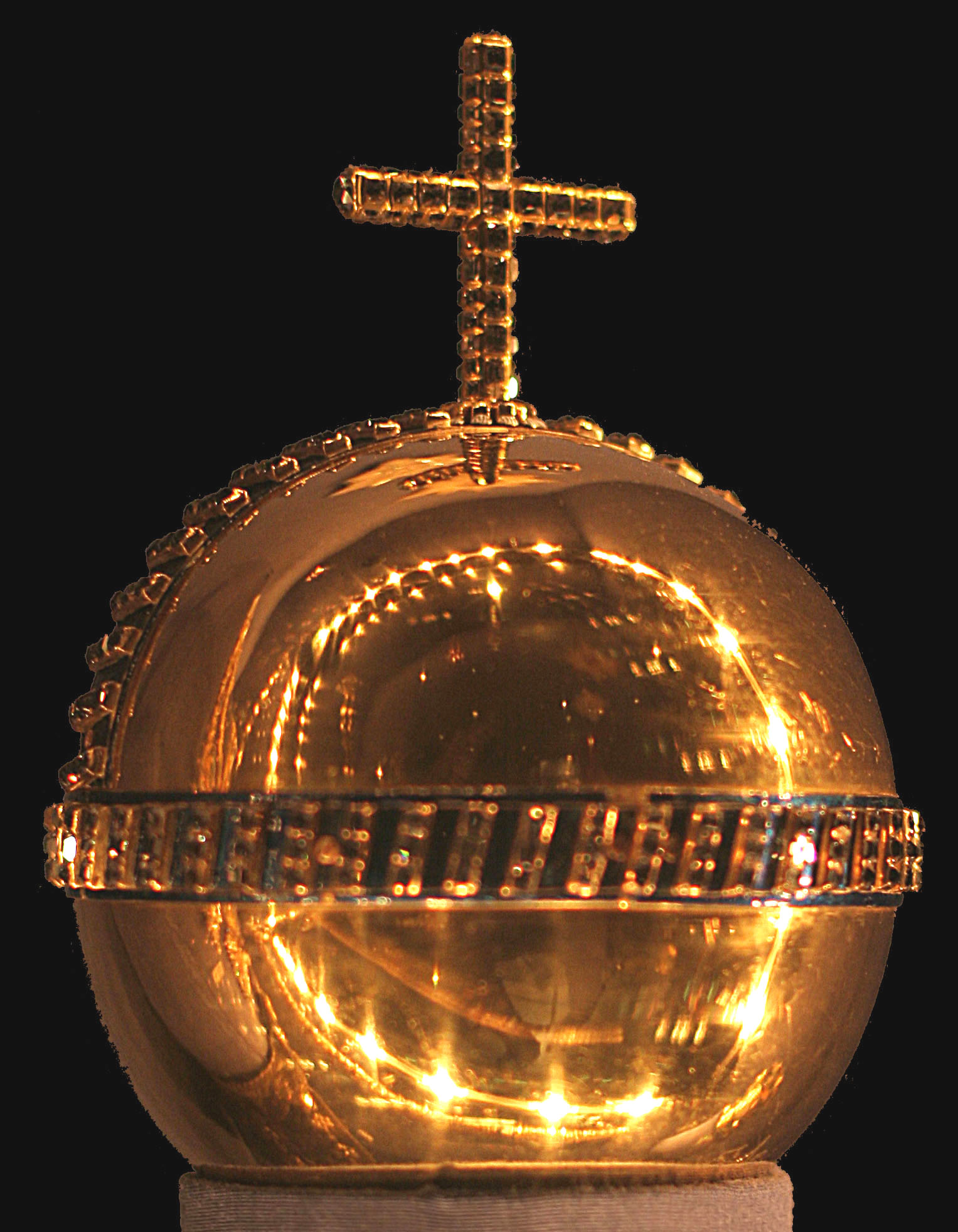
Dánské královské jablko
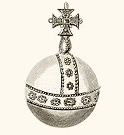
Britské královské jablko
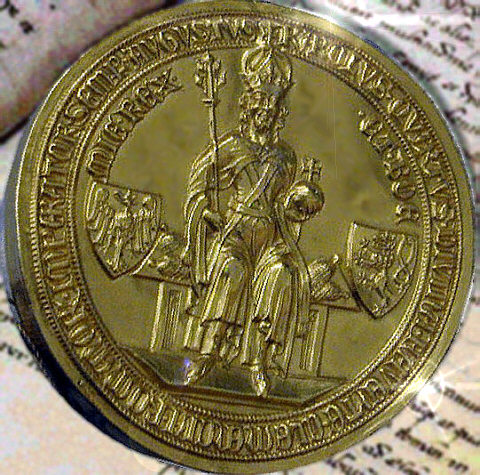
Zlatá bula (1356) Karla IV.
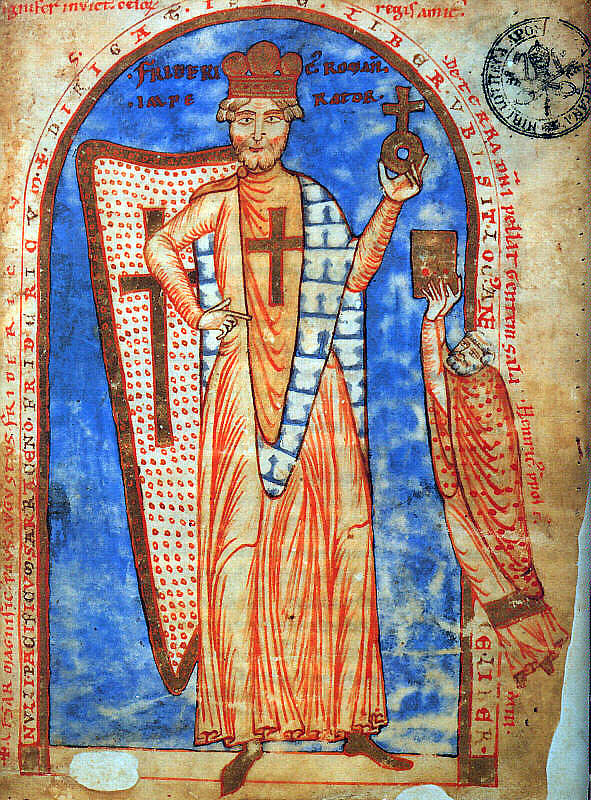
Císař Fridrich I. Barbarossa
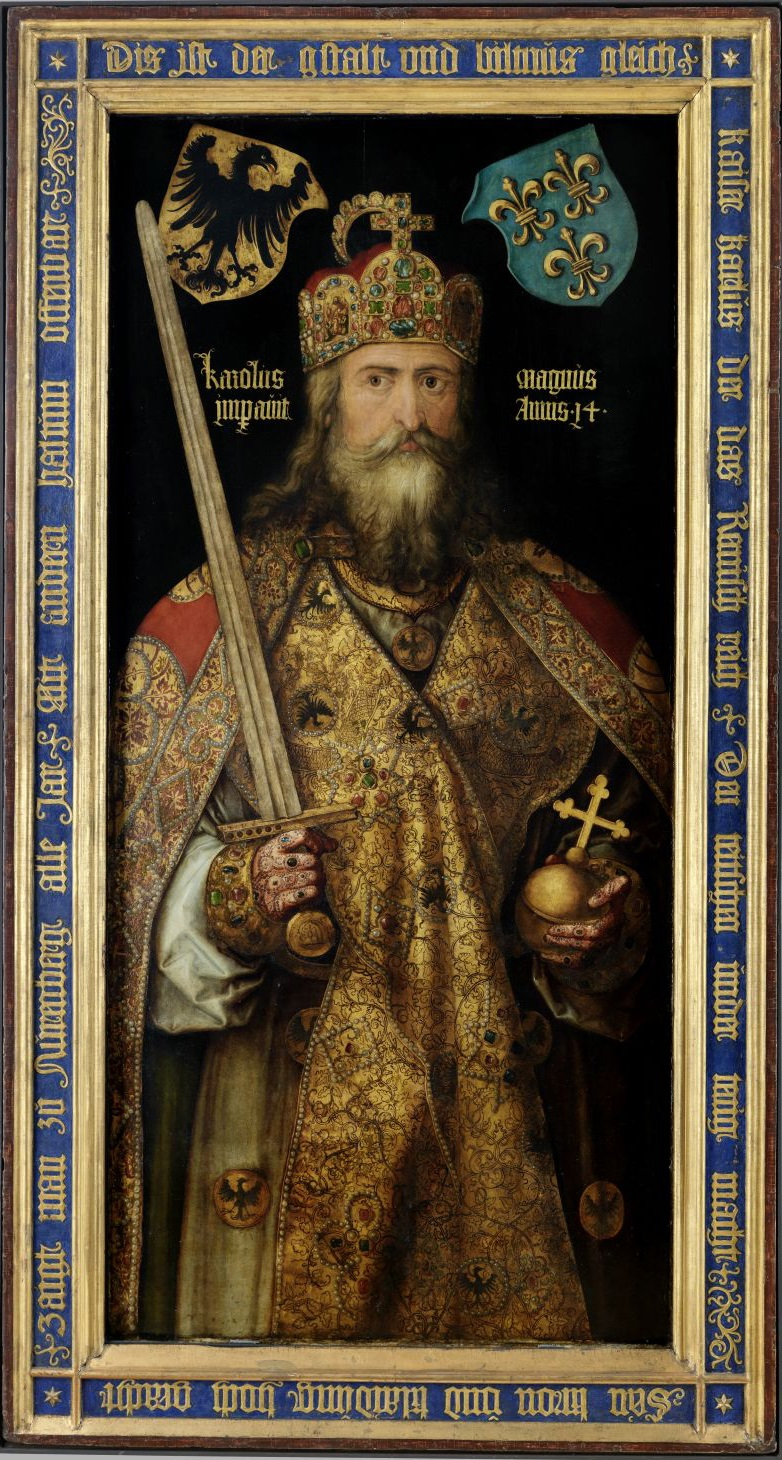
Karel Veliký
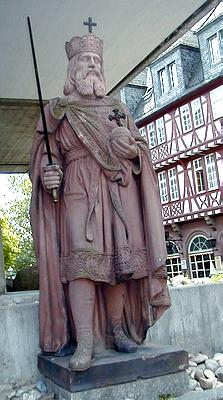
Socha Karla Velikého ve Frankfurtu držící meč a globus cruciger. Romantická interpretace jeho podoby z 18. století
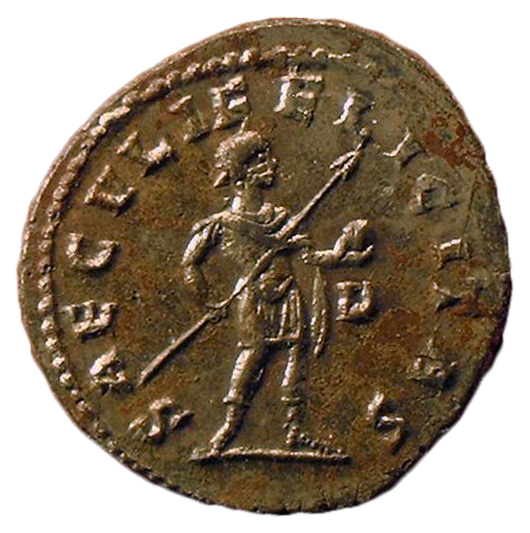
Římská mince antoninianus znázorňující Carina držícího kopí a jablko
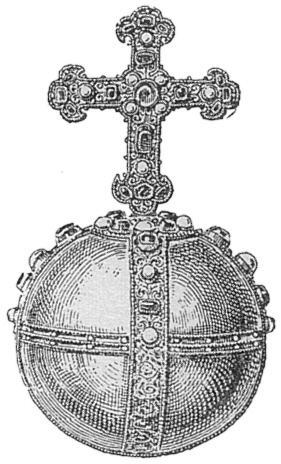
Císařské jablko Svaté říše římské národa německého
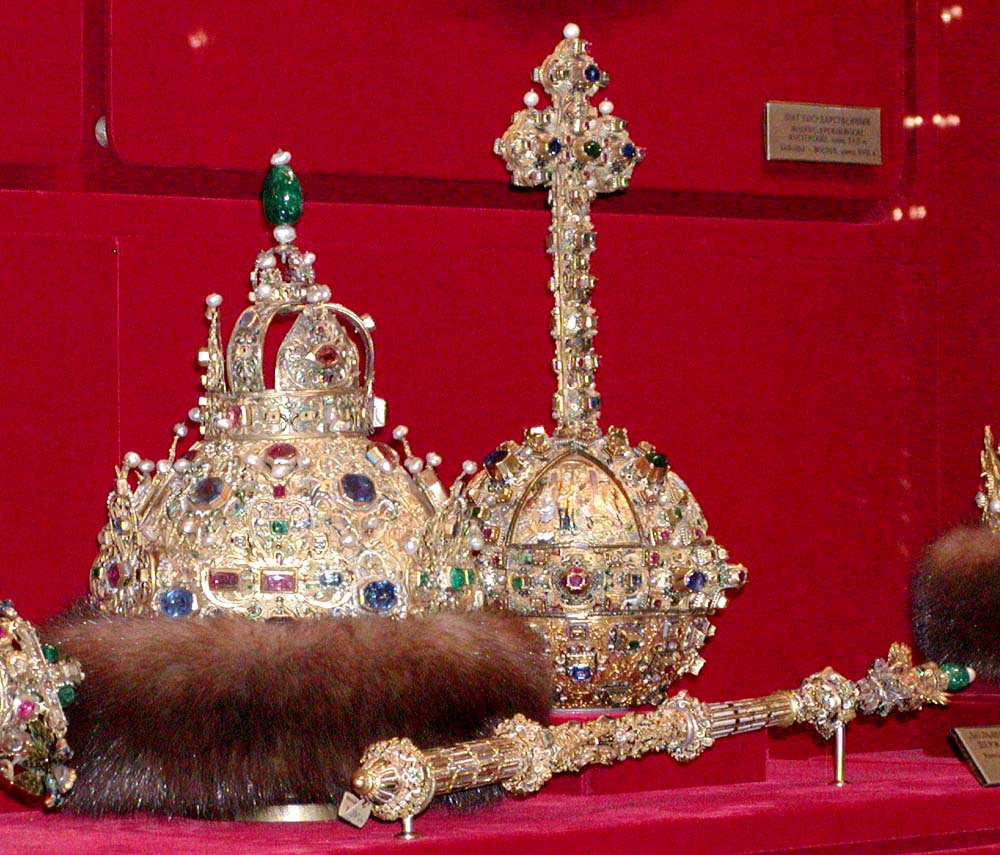
Korunovační klenoty ruských carů s královským jablkem
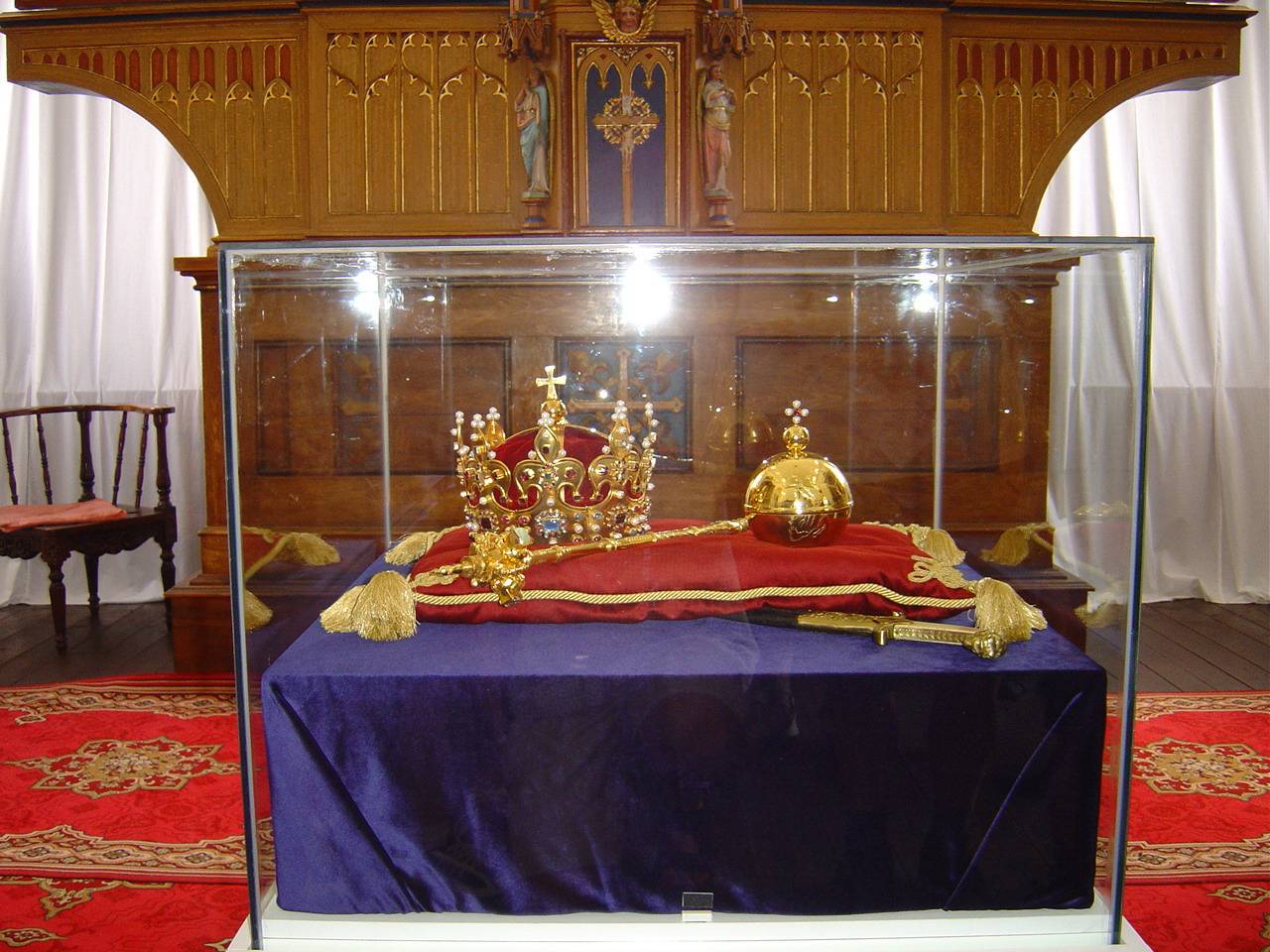
Replika korunovačních klenotů Boleslava I. Chrabrého (Polsko)
Znak Upplandu